# Vincenzo Cuccia
Vincenzo Cuccia (ur. 20 marca 1892 w Palermo, zm. 2 marca 1979 tamże) – włoski szermierz, dwukrotny medalista olimpijski.
Na igrzyskach olimpijskich w Paryżu w 1924 roku wspólnie z Giulio Baslettą, Marcello Bertinettim, Giovannim Canovą, Virgilio Mantegazzą i Oreste Moriccą zdobył brązowy medal w szpadzie drużynowej. Parę dni później Włosi w składzie: Oreste Puliti, Oreste Moricca, Marcello Bertinetti, Giulio Sarrocchi, Renato Anselmi, Guido Balzarini, Bino Bini i Vincenzo Cuccia zwyciężyli w szabli drużynowej. W turniejach indywidualnych nie startował.
Nie zdobył medalu mistrzostw świata.
Był dziennikarzem La Gazzetta dello Sport.